# 弗朗帕
弗朗帕（法語：Frampas，法語發音：[fʁɑ̃pa]）是法国上马恩省的一个市镇，属于圣迪济耶区。

## 地理
弗朗帕（48°31'8"N, 4°49'17"E）面积10.22 平方千米，位于法国大東部大區上马恩省，该省份为法国东北部内陆省份，北起马恩省和默兹省，西接奥布省，西南接科多尔省，东南接上索恩省，东临孚日省。
与弗朗帕接壤的市镇（或旧市镇、城区）包括：埃克拉龙-布罗库尔-圣利维埃、卢沃蒙、拉波特迪代尔、普朗吕、瓦耶孔特。

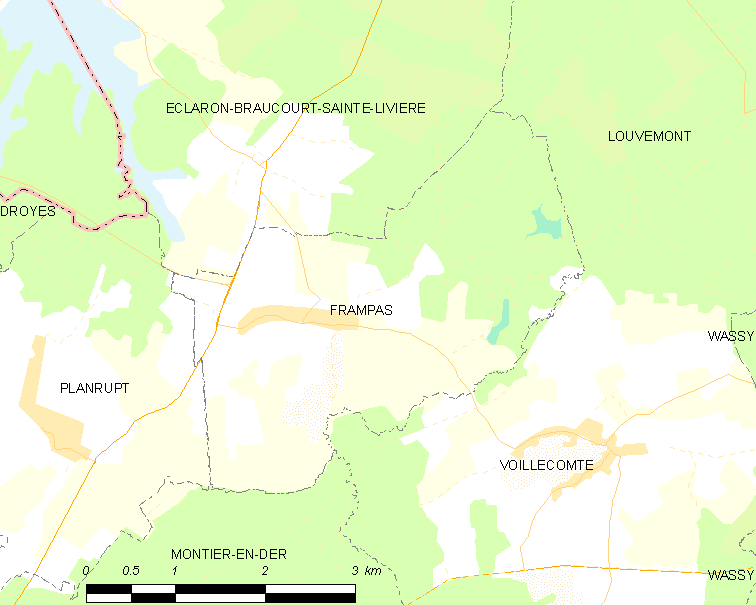
弗朗帕的OSM定位图

弗朗帕的时区为UTC+01:00、UTC+02:00（夏令时）。

## 行政
弗朗帕的邮政编码为52220，INSEE市镇编码为52206。

## 政治
弗朗帕所属的省级选区为瓦西县。

## 人口

1962-2008年间弗朗帕人口变化图示

弗朗帕于2022年1月1日时的人口数量为155人。